# National Women's Soccer League 2020
Navigation
NWSL 2019 NWSL 2021
La National Women's Soccer League 2020 est la 8e édition de la National Women's Soccer League (NWSL), le championnat le plus élevé du soccer féminin aux États-Unis. En incluant les championnats précédant la NWSL, le Women's Professional Soccer (2009-2011) et la Women's United Soccer Association (2001-2003), il s'agit de la 14e saison de première division féminine aux États-Unis.
Cette saison et pour la deuxième fois consécutive, l'équipe défendant le NWSL Shield et le titre de champion est le Courage de la Caroline du Nord.
Le début de la saison, prévu pour le 18 avril, est reporté en raison de la pandémie de Covid-19. Alors que la saison régulière et les playoffs sont finalement annulés, un tournoi, la NWSL Challenge Cup 2020, est organisé après le confinement à la fin du mois de juin. Un championnat d'automne, les Fall Series, se joue également du 5 septembre au 17 octobre pour poursuivre la saison 2020.

## Participants
| \| Royals Red Stars Pride Thorns Reign Sky Blue Spirit Courage Dash \| Localisation des clubs engagés dans le championnat. |
| Royals Red Stars Pride Thorns Reign Sky Blue Spirit Courage Dash                                                           |

Ce tableau présente les neuf équipes faisant partie du championnat en 2020. On y trouve le nom des équipes, la ville d'implantation, le nom des entraîneurs et leur nationalité, le nom des stades ainsi que leurs capacités.
| Équipe                         | Ville                  | Entraîneur                               | Stade               | Capacité |
| ------------------------------ | ---------------------- | ---------------------------------------- | ------------------- | -------- |
| Red Stars de Chicago           | Bridgeview, Illinois   | Rory Dames                               | SeatGeek Stadium    | 20 000   |
| Dash de Houston                | Houston, Texas         | James Clarkson                           | BBVA Stadium        | 7 000    |
| Courage de la Caroline du Nord | Cary, Caroline du Nord | Paul Riley                               | Sahlen's Stadium    | 10 000   |
| Pride d'Orlando                | Orlando, Floride       | Marc Skinner                             | Exploria Stadium    | 25 500   |
| Thorns de Portland             | Portland, Oregon       | Mark Parsons                             | Providence Park     | 25 218   |
| OL Reign                       | Tacoma, Washington     | Farid Benstiti                           | Cheney Stadium      | 6 500    |
| Sky Blue FC                    | Harrison, New Jersey   | Freya Coombe                             | Red Bull Arena      | 25 000   |
| Royals de l'Utah               | Sandy, Utah            | Craig Harrington Amy LePeilbet (intérim) | Rio Tinto Stadium   | 20 213   |
| Spirit de Washington           | Germantown, Maryland   | Richie Burke                             | Audi Field          | 20 000   |
| Spirit de Washington           | Germantown, Maryland   | Richie Burke                             | Segra Field (en)    | 5 000    |
| Spirit de Washington           | Germantown, Maryland   | Richie Burke                             | Maryland SoccerPlex | 4 000    |

1. ↑  Houston Dash limite les ventes de billets à 7 000 lors des matchs à domicile. La capacité maximale du stade est de 22 039 personnes[1].
2. ↑  En 2020, le Spirit devait disputer quatre matchs dans chacun des trois stades[2].

### Changements d'entraîneur
| Club             | Entraîneur partant        | Motif du départ             | Date de départ    | Entraîneur arrivant       | Date d'arrivée    | Ref.  |
| ---------------- | ------------------------- | --------------------------- | ----------------- | ------------------------- | ----------------- | ----- |
| OL Reign         | Vlatko Andonovski         | Démission                   | 28 octobre 2019   | Farid Benstiti            | 17 janvier 2020   | ,     |
| Sky Blue FC      | Freya Coombe (intérim)    | Fin de la période d'intérim | 17 décembre 2019  | Freya Coombe              | 17 décembre 2019  | [ 5 ] |
| Royals de l'Utah | Laura Harvey              | Accord mutuel               | 6 janvier 2020    | Scott Parkinson (intérim) | 6 janvier 2020    | [ 6 ] |
| Royals de l'Utah | Scott Parkinson (intérim) | Fin de la période d'intérim | 7 février 2020    | Craig Harrington          | 7 février 2020    | [ 7 ] |
| Royals de l'Utah | Craig Harrington          | Congé administratif         | 20 septembre 2020 | Amy LePeilbet (intérim)   | 20 septembre 2020 | [ 9 ] |

1. ↑  Les Royals mettent fin au contrat de Harrington le 9 novembre 2020[8].

## Challenge Cup
Organisée dans le comté de Salt Lake en Utah du 27 juin au 26 juillet 2020, la NWSL Challenge Cup 2020 comprend un premier tour, puis une phase à élimination directe à partir des quarts de finale. Chaque équipe joue quatre matchs dans le tour préliminaire, les huit équipes se qualifient pour la phase éliminatoire de la compétition. Le Pride d'Orlando ne prend pas part au tournoi après plusieurs tests positifs au Covid-19 de ses joueuses.
Le tournoi débouche sur une finale entre le Dash de Houston et les Red Stars de Chicago. Cette finale voit la victoire du Dash qui s'impose deux buts à zéro sur les Red Stars et remporte le premier titre de son histoire. Rachel Daly est la meilleure buteuse avec trois réalisations et est nommée meilleure joueuse du tournoi. Ashley Sanchez celui de la meilleure jeune et Kailen Sheridan celui de la meilleure gardienne.

### Tour préliminaire
| Rang | Équipe                         | Pts | J | G | N | P | Bp | Bc | Diff |
| ---- | ------------------------------ | --- | - | - | - | - | -- | -- | ---- |
| 1    | Courage de la Caroline du Nord | 12  | 4 | 4 | 0 | 0 | 7  | 1  | +6   |
| 2    | Spirit de Washington           | 7   | 4 | 2 | 1 | 1 | 4  | 4  | 0    |
| 3    | OL Reign                       | 5   | 4 | 1 | 2 | 1 | 1  | 2  | -1   |
| 4    | Dash de Houston                | 4   | 4 | 1 | 1 | 2 | 5  | 6  | -1   |
| 5    | Royals de l'Utah               | 4   | 4 | 1 | 1 | 2 | 4  | 5  | -1   |
| 6    | Red Stars de Chicago           | 4   | 4 | 1 | 1 | 2 | 2  | 3  | -1   |
| 7    | Sky Blue FC                    | 4   | 4 | 1 | 1 | 2 | 2  | 3  | -1   |
| 8    | Thorns de Portland             | 3   | 4 | 0 | 3 | 1 | 2  | 3  | -1   |

### Phase à élimination directe
|  | Quarts de finale | Quarts de finale               | Quarts de finale     | Quarts de finale     |                      |                      | Demi-finales    | Demi-finales    | Demi-finales    | Demi-finales    |  |  | Finale          | Finale          | Finale          | Finale          |
|  |                  |                                |                      |                      |                      |                      |                 |                 |                 |                 |  |  |                 |                 |                 |                 |
|  | 17 juillet 2020  | 17 juillet 2020                | 17 juillet 2020      | 17 juillet 2020      |                      |                      | 22 juillet 2020 | 22 juillet 2020 | 22 juillet 2020 | 22 juillet 2020 |  |  | 26 juillet 2020 | 26 juillet 2020 | 26 juillet 2020 | 26 juillet 2020 |
|  | 17 juillet 2020  | 17 juillet 2020                | 17 juillet 2020      | 17 juillet 2020      |                      |                      | 22 juillet 2020 | 22 juillet 2020 | 22 juillet 2020 | 22 juillet 2020 |  |  | 26 juillet 2020 | 26 juillet 2020 | 26 juillet 2020 | 26 juillet 2020 |
|  | 1                | Courage de la Caroline du Nord | 0                    | 0                    |                      |                      | 22 juillet 2020 | 22 juillet 2020 | 22 juillet 2020 | 22 juillet 2020 |  |  | 26 juillet 2020 | 26 juillet 2020 | 26 juillet 2020 | 26 juillet 2020 |
|  | 1                | Courage de la Caroline du Nord | 0                    | 0                    |                      |                      | 22 juillet 2020 | 22 juillet 2020 | 22 juillet 2020 | 22 juillet 2020 |  |  | 26 juillet 2020 | 26 juillet 2020 | 26 juillet 2020 | 26 juillet 2020 |
|  | 8                | Thorns de Portland             | 1                    | 1                    |                      |                      | 22 juillet 2020 | 22 juillet 2020 | 22 juillet 2020 | 22 juillet 2020 |  |  | 26 juillet 2020 | 26 juillet 2020 | 26 juillet 2020 | 26 juillet 2020 |
|  | 8                | Thorns de Portland             | 1                    | 1                    | Thorns de Portland   | Thorns de Portland   | 0               | 0               |                 |                 |  |  | 26 juillet 2020 | 26 juillet 2020 | 26 juillet 2020 | 26 juillet 2020 |
|  | 17 juillet 2020  |                                |                      |                      | Thorns de Portland   | Thorns de Portland   | 0               | 0               |                 |                 |  |  | 26 juillet 2020 | 26 juillet 2020 | 26 juillet 2020 | 26 juillet 2020 |
|  |                  |                                | Dash de Houston      | Dash de Houston      | 1                    | 1                    |                 |                 |                 |                 |  |  | 26 juillet 2020 | 26 juillet 2020 | 26 juillet 2020 | 26 juillet 2020 |
|  | 4                | Dash de Houston tab            | Dash de Houston      | Dash de Houston      | 1                    | 1                    | 0 (3)           | 0 (3)           |                 |                 |  |  | 26 juillet 2020 | 26 juillet 2020 | 26 juillet 2020 | 26 juillet 2020 |
|  | 4                | Dash de Houston tab            | 22 juillet 2020      |                      |                      |                      | 0 (3)           | 0 (3)           |                 |                 |  |  | 26 juillet 2020 | 26 juillet 2020 | 26 juillet 2020 | 26 juillet 2020 |
|  | 5                | Royals de l'Utah               | 0 (2)                | 0 (2)                |                      |                      |                 |                 |                 |                 |  |  | 26 juillet 2020 | 26 juillet 2020 | 26 juillet 2020 | 26 juillet 2020 |
|  | 5                | Royals de l'Utah               | 0 (2)                | 0 (2)                | Dash de Houston      | Dash de Houston      | 2               | 2               |                 |                 |  |  |                 |                 |                 |                 |
|  | 18 juillet 2020  |                                |                      |                      | Dash de Houston      | Dash de Houston      | 2               | 2               |                 |                 |  |  |                 |                 |                 |                 |
|  |                  |                                | Red Stars de Chicago | Red Stars de Chicago | 0                    | 0                    |                 |                 |                 |                 |  |  |                 |                 |                 |                 |
|  | 3                | OL Reign                       | Red Stars de Chicago | Red Stars de Chicago | 0                    | 0                    | 0 (3)           | 0 (3)           |                 |                 |  |  |                 |                 |                 |                 |
|  | 3                | OL Reign                       |                      |                      |                      |                      |                 |                 |                 |                 |  |  |                 |                 |                 |                 |
|  | 6                | Red Stars de Chicago tab       | 0 (4)                | 0 (4)                |                      |                      |                 |                 |                 |                 |  |  |                 |                 |                 |                 |
|  | 6                | Red Stars de Chicago tab       | 0 (4)                | 0 (4)                | Red Stars de Chicago | Red Stars de Chicago | 3               | 3               |                 |                 |  |  |                 |                 |                 |                 |
|  | 18 juillet 2020  |                                |                      |                      | Red Stars de Chicago | Red Stars de Chicago | 3               | 3               |                 |                 |  |  |                 |                 |                 |                 |
|  |                  |                                | Sky Blue FC          | Sky Blue FC          | 2                    | 2                    |                 |                 |                 |                 |  |  |                 |                 |                 |                 |
|  | 2                | Spirit de Washington           | Sky Blue FC          | Sky Blue FC          | 2                    | 2                    | 0 (3)           | 0 (3)           |                 |                 |  |  |                 |                 |                 |                 |
|  | 2                | Spirit de Washington           |                      |                      |                      |                      |                 | 0 (3)           |                 |                 |  |  |                 |                 |                 |                 |
|  | 7                | Sky Blue FC tab                | 0 (4)                | 0 (4)                |                      |                      |                 |                 |                 |                 |  |  |                 |                 |                 |                 |
|  | 7                | Sky Blue FC tab                | 0 (4)                | 0 (4)                |                      |                      |                 |                 |                 |                 |  |  |                 |                 |                 |                 |
|  |                  |                                |                      |                      |                      |                      |                 |                 |                 |                 |  |  |                 |                 |                 |                 |

## Fall Series
Les Fall Series sont organisées du 5 septembre au 17 octobre. Ce mini-championnat comprend 18 matchs et les 9 participants seront répartis en 3 groupes de 3 équipes chacun. Dans chaque groupe, les équipes s'affrontent en aller-retour. Le format a été conçu de manière à minimiser les déplacements dans le contexte de la pandémie.
| Nord-Est                                              | Sud                                                     | Ouest                                            |
| ----------------------------------------------------- | ------------------------------------------------------- | ------------------------------------------------ |
| - Chicago Red Stars - Sky Blue FC - Washington Spirit | - Houston Dash - North Carolina Courage - Orlando Pride | - OL Reign - Portland Thorns FC - Utah Royals FC |

Les Thorns de Portland remportent le tournoi et se voient décerner le Verizon Community Shield.

### Classement
| Rang | Équipe                 | Pts | J | G | N | P | Bp | Bc | Diff |
| ---- | ---------------------- | --- | - | - | - | - | -- | -- | ---- |
| 1    | Portland Thorns FC     | 10  | 4 | 3 | 1 | 0 | 10 | 3  | +7   |
| 2    | Houston Dash           | 9   | 4 | 3 | 0 | 1 | 12 | 7  | +5   |
| 3    | Washington Spirit      | 7   | 4 | 2 | 1 | 1 | 5  | 4  | +1   |
| 4    | Sky Blue FC            | 6   | 4 | 2 | 0 | 2 | 6  | 7  | -1   |
| 5    | North Carolina Courage | 5   | 4 | 1 | 2 | 1 | 8  | 10 | -2   |
| 6    | Chicago Red Stars      | 4   | 4 | 1 | 1 | 2 | 7  | 7  | 0    |
| 7    | OL Reign               | 4   | 4 | 1 | 1 | 2 | 6  | 8  | -2   |
| 8    | Orlando Pride          | 2   | 4 | 0 | 2 | 2 | 5  | 8  | -3   |
| 9    | Utah Royals            | 2   | 4 | 0 | 2 | 2 | 3  | 8  | -5   |

### Statistiques
| Rg                 | Joueuse              | Club                           | Buts |
| ------------------ | -------------------- | ------------------------------ | ---- |
| Médaille d'or      | Christine Sinclair   | Thorns de Portland             | 6    |
| Médaille d'argent  | Debinha              | Courage de la Caroline du Nord | 4    |
| Médaille de bronze | Shea Groom (en)      | Dash de Houston                | 3    |
| Médaille de bronze | Veronica Latsko (en) | Dash de Houston                | 3    |
| Médaille de bronze | Ifeoma Onumonu       | Sky Blue FC                    | 3    |
| Médaille de bronze | Sophie Schmidt       | Dash de Houston                | 3    |
| Médaille de bronze | Lynn Williams        | Courage de la Caroline du Nord | 3    |

| Rg                | Joueuse       | Club               | P.d. |
| ----------------- | ------------- | ------------------ | ---- |
| Médaille d'or     | Kristie Mewis | Dash de Houston    | 5    |
| Médaille d'argent | Lindsey Horan | Thorns de Portland | 3    |
| Médaille d'argent | Shirley Cruz  | OL Reign           | 3    |

| Rg                 | Joueuse               | Club                           | Arrêts |
| ------------------ | --------------------- | ------------------------------ | ------ |
| Médaille d'or      | Britt Eckerstrom (en) | Thorns de Portland             | 19     |
| Médaille d'argent  | Casey Murphy          | Courage de la Caroline du Nord | 18     |
| Médaille de bronze | Abby Smith (en)       | Kansas City                    | 16     |
| 4.                 | Ashlyn Harris         | Pride d'Orlando                | 14     |
| 4.                 | Alyssa Naeher         | Chicago Red Stars              | 14     |